# めざましファミリー
めざましファミリーは、FNN、FNS系列（NNS加盟のテレビ大分を除く）で生放送されている『めざましテレビ』（『めざましテレビアクア』も含む）とその関連番組（『めざましどようび』。2012年3月までは『めざましどようびメガ』、2014年3月までは『めざにゅ〜』も含まれた）の総称。
または各番組の出演者を指す場合もある。
元々は『めざましテレビ』のコンセプトを参考に他の番組が作られたので、セットやコーナーで共通している部分が多い。

## 番組の連携
これら番組のホームページは一部が共同で作られている。また、共同でグッズを制作している他、これら番組の一部コーナーにおいて、共通のテーマで放送している。各番組を重複して出演している者も存在する。

## 出演者
めざましファミリーは主にこれら番組を総称して呼ぶが、先述した通り、番組の出演者総勢23名を指す場合がある。また、関東および各地方のリポーター、地方局アナウンサー、ニューヨーク支局の阿部知代を含めることもある。なお、番組に出演していても含まれない者や準じた立場にある者もいる。

### 現在のめざましファミリー一覧
- 伊藤利尋
- 生田竜聖
- 井上清華
- 藤本万梨乃
- 軽部真一
- 林佑香（スプラウト）
- 藤井弘輝
- 鈴木唯
- 徳田聡一朗
- 小山内鈴奈
- 勝野健
- 原田葵
- 高崎春
- 上垣皓太朗
- 大川立樹
- 西山喜久恵
- 阿部華也子（セント・フォース）
- 谷尻萌（セント・フォース）
- 森昭一郎（ナレーション）
- 國井千聖（ナレーション）
- 鈴夏あや（ナレーション）
- 笹谷陽子（ナレーション）
- あんべあつし（ナレーション）

### 過去のめざましファミリー一覧
『めざましテレビ』と『めざましどようび』のみの記載とする。
- 大塚範一（元NHKアナウンサー）
- 三宅正治
- 八木亜希子
- 木佐彩子
- 小島奈津子
- 高島彩
- 生野陽子
- 加藤綾子
- 永島優美
- 福原直英（元ナレーション担当）
- 向坂樹興
- 富永美樹
- 野島卓
- 角田華子（セント・フォース）
- 藤村さおり
- 吉田恵（セント・フォース）
- 千野志麻
- 福元英恵
- 奥寺健
- 石本沙織
- 渡辺和洋
- 松尾翠
- 中野美奈子
- 遠藤玲子
- 三田友梨佳
- 牧野結美
- 小澤陽子
- 中村光宏
- 木村拓也
- 倉田大誠
- 山﨑夕貴
- 三上真奈
- 小野彩香（セント・フォース）
- 宮司愛海
- 曽田麻衣子（セント・フォース）
- 伊藤弘美（セント・フォース）
- 立本信吾
- 堤礼実
- 黒瀬翔生
- 伊野尾慧（Hey!Say!JUMP）
- 永尾亜子
- 渡邊渚
- 酒主義久
- 久慈暁子
- 岡副麻希（セント・フォース）
- 皆藤愛子（セント・フォース）
- 長野美郷（セント・フォース）
- 木下康太郎
- 高見侑里（元セント・フォース）
- 佐野瑞樹
- 牧原俊幸
- 梅津弥英子
- 小林麻央（セント・フォース、2017年6月22日死去）
- 山縣苑子（セント・フォース）
- 八塩圭子（シグマ・セブンフェイス）
- 戸部洋子
- 高樹千佳子（セント・フォース）
- 大澤亜季子（セント・フォース）
- パンチ佐藤（元プロ野球選手）
- 福井慶仁
- 杉崎美香（セント・フォース）
- 内田嶺衣奈
- 篠原梨菜（元スプラウト、現TBSアナウンサー）
- 宮澤智
- 沖田愛加（セント・フォース）
- 新美有加
- 田中裕理（スプラウト）

## キャラクター

### 主要キャラクター
めざましくん
『めざましテレビ』のキャラクター。見た目は時計に顔が描かれたもの。めざましファミリーの全キャラクター中、最古参にして、最もバリエーションが多いキャラクターである。
めざまし体操/体操キャラバンなど地方中継の際には、FNS地方局のご当地の名物・人物に扮している。日本全国で28種類と、ニューヨーク版の29種類の地方バージョンがこれまでに登場している。
週末めざましくん
2003年10月から登場した『めざましどようび』のキャラクター。『めざましテレビ』のめざましくんを元としているため、形自体は同じだが、使用されている色彩が『めざましどようび』独自のものとなっているのが特徴。めざましくんと一緒に登場したことがある。
めざにゅ〜くん
番組開始と同時に登場した『めざにゅ〜』のキャラクター。放送日の日付が記されたボードを持つ。また、こどもの日やクリスマスなどには時期に合わせた被り物をする。テレビの形をしている。大きな目とアンテナが特徴で、アンテナで宙に浮くこともできる。

### 企画・キャラクター
めざまし太陽
『めざましテレビ』と藤井フミヤコラボレーションから誕生した（デザインは藤井フミヤ）。2005年の『めざましテレビ』-太陽プロジェクト-のメインキャラクターとして、『めざまし』関連番組共通で使用された。
めざましにゃんこ
『めざましテレビムービー』の第一弾『にゃんこ THE MOVIE』の上映に伴い、誕生したキャラクター。見た目は週末めざまし君を猫風にした（ひげと耳が付いた）形となっている。
名倉めざまし君
ネプチューンの名倉潤がめざまし君に扮したもの。2003年9月4日、「ネプリーグ」のコーナー「たけのこニョッキ」で敗北した名倉が、罰ゲームとして5:25と5:55の2度、めざまし君として出演した。なお、その裏側は同年9月11日放送の『ネプリーグ』で紹介された。

### その他のキャラクター
- わんこ（犬） - 『めざましテレビ』の「きょうのわんこ」と『めざましどようび』の「土曜日のわんこ」のコーナータイトル画面に登場する。特にキャラクター名で呼ばれることはないが、「わんこ」で通っているようである。
- にゃんこ（猫） - 『めざましどようび』の「どようびのにゃんこ」のコーナータイトル画面に登場する。呼称は「にゃんこ」であるが、正確なキャラクター名は不明である。

## 番組間の相互・連動
伊藤・渡辺は『めざましテレビ』（主に木・金）、『めざましどようび』両番組に出演。また金曜日の『めざましテレビ』では翌日の『めざましどようび』の情報告知するが、伊藤は2008年3月を以って『めざましどようび』を降板。
高樹は2002年4月1日 - 2005年3月1日まで『めざましテレビ』のお天気キャスターとして出演し、また2007年10月から2008年9月まで「ココ調」の水曜日レポーターとして復帰し出演していた。
杉崎は『めざましテレビ』の6:30からのニュースでナレーションを担当。また、一時期『めざましどようび』にも出演していた。
遠藤は『めざましテレビ』の芸能情報コーナーでレポーター、インタビュアーとして出演。
お台場冒険王、『クイズ!ヘキサゴン』にめざましファミリーとして参加した。お台場冒険王に3番組がまとまってブース出展。また、開催初日には『めざましどようび』の放送にそれぞれの番組の出演者が集まり、めざましファミリーが勢揃い。
『めざましテレビ』内の情報コーナー「ちょっと気になる情報玉手箱 あさイチ!めざまし情報局」では『めざましテレビ』の中野美奈子、『めざにゅ〜』から引き続き、杉崎、戸部（月 - 水）、石本（木・金、2005年1月からは高橋真麻）が担当した。進行は福原（月 - 水）と伊藤（木・金）が担当。
2003年12月3日、『めざましテレビ』の放送10周年を記念して、同番組出演者によるK&T（高島彩、軽部真一からなるユニット）とT.N.T.（高島、中野、高樹からなるユニット）が参加した、「めざましテレビ10周年記念盤CD」（収録曲は『「君の好きなヒト」／「昔ワルだった男（ヒト）」K&T、「約束の空」T.N.T.』）をリリースした。
めざまし体操を広めるために、2004年から行われている体操キャラバンは『めざましテレビ』と『めざましどようび』のお天気キャスター:皆藤（2005年 - 、2004年は高樹）と小林が担当し、7月中旬 - 8月中旬にかけて全国行脚実施し、各地のレポーターとともに各地の様子を伝えつつ、各地の人々と体操をする。